# EN 71

Pittogramma di sicurezza per giocattoli non adatti a bambini di età compresa tra 0 e 3 anni, indicato in varie parti della EN 71.

Pittogramma di divieto di lasciare i bambini in piscina senza la supervisione di un adulto, in conformità alla norma europea EN 71-8.

EN 71 Safety of toys indica una serie di norme tecniche europee, divisa in più parti, che disciplina i requisiti di sicurezza dei giocattoli.
Tutte le parti della EN 71 sono sviluppate dal Technical Commettee CEN/TC 52 - Safety of toys del Comitato europeo di normazione (CEN).
Molte parti della EN 71 hanno valore di norme armonizzate applicabili dai fabbricanti di giocattoli per il soddisfacimento dei requisiti della Direttiva giocattoli. Un'altra norma armonizzata per la Direttiva giocattoli è la norma tecnica EN IEC 62115.
La conformità alle norme EN 71 e EN IEC 62115 è inoltre uno dei requisiti essenziali per potere certificare i giocattoli con il marchio di conformità britannico Lion Mark.

## Parti
La serie di norme tecniche EN 71 è divisa nelle seguenti parti:
| Parti    | Titolo                                                                                   | Cronologia versioni(*) |
| -------- | ---------------------------------------------------------------------------------------- | --- |
| EN 71-1  | Safety of toys - Part 1: Mechanical and physical properties                              | EN 71-1:1978 EN 71-1:1982 EN 71-1:1988 EN 71-1:1998 EN 71-1:2005 EN 71-1:2005+A4:2007 EN 71-1:2005+A6:2008 EN 71-1:2005+A8:2009 EN 71-1:2005+A9:2009 EN 71-1:2005+A14:2011 EN 71-1:2011 EN 71-1:2011+A2:2013 EN 71-1:2011+A3:2014 EN 71-1:2014 EN 71-1:2014+A1:2018 |
| EN 71-2  | Safety of toys - Part 2: Flammability of toys                                            | EN 71-2:1978 EN 71-2:1982 EN 71-2:1988 EN 71-2:1993 EN 71-2:2003 EN 71-2:2006 EN 71-2:2006+A1:2007 EN 71-2:2011 EN 71-2:2011+A1:2014 EN 71-2:2020 EN 71-2:2020+A1:2025                                                                                              |
| EN 71-3  | Safety of toys - Part 3: Migration of certain elements                                   | EN 71-3:1982 EN 71-3:1988 EN 71-3:1994 EN 71-3:2013 EN 71-3:2013+A1:2014 EN 71-3:2013+A2:2017 EN 71-3:2013+A3:2018 EN 71-3:2019 EN 71-3:2019+A1:2021 EN 71-3:2019+A2:2024                                                                                           |
| EN 71-4  | Safety of toys - Part 4: Experimental sets for chemistry and related activities          | EN 71-4:1990 EN 71-4:2009 EN 71-4:2013 EN 71-4:2020 EN 71-4:2020+A1:2025 |
| EN 71-5  | Safety of toys - Part 5: Chemical toys (sets) other than experimental sets               | EN 71-5:1993 EN 71-5:2013 EN 71-5:2015 |
| EN 71-6  | Safety of toys - Part 6: Graphical symbol for age warning labelling                      | EN 71-6:1994 |
| EN 71-7  | Safety of toys - Part 7: Finger paints - Requirements and test methods                   | EN 71-7:2002 EN 71-7:2014 EN 71-7:2014+A1:2017 EN 71-7:2014+A2:2018 EN 71-7:2014+A3:2020 |
| EN 71-8  | Safety of toys - Part 8: Activity toys for domestic use                                  | EN 71-8:2003 EN 71-8:2003+A4:2009 EN 71-8:2011 EN 71-8:2018 |
| EN 71-9  | Safety of toys - Part 9: Organic chemical compounds - Requirements                       | EN 71-9:2005 EN 71-9:2005+A1:2007 |
| EN 71-10 | Safety of toys - Part 10: Organic chemical compounds - Sample preparation and extraction | EN 71-10:2005 |
| EN 71-11 | Safety of toys - Part 11: Organic chemical compounds - Methods of analysis               | EN 71-11:2005 |
| EN 71-12 | Safety of toys - Part 12: N-Nitrosamines and N-nitrosatable substances                   | EN 71-12:2013 EN 71-12:2016 |
| EN 71-13 | Safety of toys - Part 13: Olfactory board games, cosmetic kits and gustative games       | EN 71-13:2014 EN 71-13:2021 EN 71-13:2021+A1:2022 EN 71-13:2021+A2:2024 |
| EN 71-14 | Safety of toys - Part 14: Trampolines for domestic use                                   | EN 71-14:2014 EN 71-14:2014+A1:2017 EN 71-14:2018 |

(*) Nota: le norme indicate in grigio sono state ritirate.

## Recepimento
Le norme EN 71 sono recepite e pubblicate dagli Stati membri dell'Unione europea, ad esempio:
- in Italia dall'Ente italiano di normazione (UNI), con il nome di UNI EN 71 - Sicurezza dei giocattoli
- nel Regno Unito dal British Standards Institution (BSI), con il nome BS EN 71 - Safety of toys[73]
- in Germania dal Deutsches Institut für Normung (DIN), con il nome DIN EN 71 - Sicherheit von Spielzeug[74]
- in Francia dall'Associazione francese per la standardizzazione (AFNOR), con il nome NF EN 71 - Sécurité des jouets[75]

L'anno di recepimento della norma può essere diverso dall'anno della norma EN recepita. Ad esempio, la norma EN 71-2:2020 Safety of toys - Part 2: Flammability è stata recepita in Italia dalla norma UNI EN 71-2:2021 Sicurezza dei giocattoli - Parte 2: Infiammabilità.